# Jandro
Alejandro Castro Fernández (Mieres, Asturias, España; 27 de febrero de 1979) es un exfutbolista y entrenador de fútbol español. Se desempeñó como  centrocampista. Actualmente está sin club.

## Trayectoria

### Como jugador
Jandro, como es conocido, jugó en las categorías inferiores del Valencia CF hasta el año 2002, aunque llegó a debutar con el primer equipo en la Primera división, el 14 de febrero de 1999 en el partido Villarreal CF 1-0 Valencia CF.
En 2001 le llega de nuevo la oportunidad de jugar con el primer equipo del Valencia. Esa temporada gana la Liga con su club; aunque sólo jugó un partido.
En el año 2002 ficha por el Albacete Balompié, equipo en el que permanece un año ya que en 2003 se marcharía al Celta de Vigo. En su primera temporada con el club celeste marcó 7 goles (2 de ellos en liga).
Tras pasar 2 años en el Celta, en 2005 ficha por el Deportivo Alavés. En 2007 ficha por el Gimnàstic de Tarragona. Finalmente,en 2009, ficha por el Elche C. F. tras rescindir su contrato que le unía al Nàstic, donde tenía contrato por un año más.
Al finalizar la temporada 2009-2010, finaliza su relación profesional con el Elche CF, empezando una nueva trayectoria profesional con el Girona FC en julio de 2010 en Segunda División.
Su estancia en Gerona se prolongará hasta el verano de 2015 donde el jugador firma por el Huracán de Valencia. Meses después, debido a los problemas económicos, el equipo es expulsado de la competición por continuos impagos y Jandro firma por el Cádiz Club de Fútbol.
Su periplo por el Cádiz no es muy satisfactorio y aunque el equipo consigue el ascenso, la presencia de Jandro es casi testimonial.
A mediados de agosto y tras varias semanas de negociaciones infructuosas, el Cádiz CF le entrega a Jandro la carta de libertad, convirtiéndose así en jugador libre.
En octubre de 2016 se convierte en refuerzo del CD Olímpic de Xàtiva para lo que resta de temporada y ayudar así, al equipo, a conseguir el ansiado ascenso a 2.ºB.
En la siguiente temporada es fichado por el CF La Nucia, donde jugará hasta su retiro como futbolista en 2019.

#### Selección nacional
Nunca ha sido internacional con la selección absoluta, aunque si ha jugado en sus categorías inferiores.

### Como entrenador
En la temporada 2021-22, dirige al CD Acero de la Tercera División de España.
En la temporada 2022-23, firma por el Villarreal CF "C" de la Tercera División de España.
El 13 de diciembre de 2023, firma como entrenador de la SD Amorebieta de la Segunda División de España. El asturiano tomó las riendas del Amorebieta en la jornada 20 con 14 puntos, solo 3 victorias, y a 6 puntos de la salvación. A sus órdenes, el cuadro vasco luchó por la permanencia hasta la última jornada, logrando 31 puntos en 23 jornadas. 
El 25 de septiembre de 2024, firma como entrenador del FC Cartagena de la Segunda División de España hasta el final de la temporada, para sustituir a Abelardo Fernández.Sin embargo, el 12 de enero de 2025, fue despedido de su cargo después de una serie de malos resultados que ubicaron al club en puestos de descenso.

## Clubes

### Como jugador
| Club                       | País   | Año       |
| -------------------------- | ------ | --------- |
| Valencia B                 | España | 1997-2002 |
| Valencia CF                | España | 1998-2002 |
| Celta de Vigo              | España | 2002-2005 |
| Albacete Balompié (cesión) | España | 2002-2003 |
| Deportivo Alavés           | España | 2005-2007 |
| Gimnàstic de Tarragona     | España | 2007-2009 |
| Elche CF                   | España | 2009-2010 |
| Girona FC                  | España | 2010-2015 |
| Huracán Valencia CF        | España | 2015      |
| Cádiz CF                   | España | 2015-2016 |
| CD Olímpic de Xàtiva       | España | 2016-2017 |
| CF La Nucia                | España | 2017-2019 |

### Como entrenador
| Club              | País   | Año       |
| ----------------- | ------ | --------- |
| CD Acero          | España | 2021-2022 |
| Villarreal CF "C" | España | 2022-2023 |
| SD Amorebieta     | España | 2023-2024 |
| FC Cartagena      | España | 2024-2025 |

## Palmarés

### Campeonatos nacionales
| Título           | Club        | País   | Año  |
| ---------------- | ----------- | ------ | ---- |
| Copa del Rey     | Valencia CF | España | 1999 |
| Primera División | Valencia CF | España | 2002 |